# Campeonex
Campeonex es una comedia dramática deportiva española de 2023 dirigida por Javier Fesser y escrita por Fesser y Athenea Mata, con la colaboración de David Marqués. Es una secuela de la película Campeones de 2018. Una vez más, está protagonizada por Jesús Vidal, Gloria Ramos, Juan Margallo, Sergio Olmo, Jesús Lago Solís, José de Luna, Fran Fuentes, Alberto Nieto, Roberto Chinchilla y Stefan López, e incorpora a Elisa Hipólito, Brian Albacete "Brianeitor", Jelen García y Claudia Fesser. Se estrenó el 18 de agosto de 2023 en cines españoles.

## Trama
Algún tiempo después de que Marco Montes dejara de ser entrenador del equipo de Los Amigos, nos encontramos a éstos jugando la final de la Liga Adaptada de Baloncesto de España. Van perdiendo frente al equipo de Los Submarinos. Ni siquiera la intervención de Sergio Costa Zorrilla mejora la situación para sus compañeros, pues le expulsan, al ser presionado por su hermano, "El Joni", para cometer una falta. Tanto "El Joni" como Julio, el presidente del Club Los Amigos, le reprochan su actitud, y "El Joni" le sugiere que robe las medallas de la victoria, expuestas en una vitrina. Los Amigos acaban ganando el partido gracias a una increíble (y, probablemente, ilegal) canasta de Benito, pero Julio en ese momento descubre que Sergio ha robado las medallas. Descalifican a Los Amigos, y les penalizan a no poder presentarse a la Liga durante 2 años. El entrenador, al saber esto, se aleja furioso, y Collantes le propina una patada en los testículos. Julio se desmaya, provocando la alarma del equipo, entre la celebración de Los Submarinos, y sonando "Mon Amour", de Aitana y Zoilo.
Dos años después, a Julio le está resultando muy difícil encontrar a un nuevo entrenador para el equipo, pero entonces una chica llamada Cecilia se presenta en el club, y se ofrece para el puesto (aunque en un principio, Cecilia piensa que se trata de un club de balonmano). Cecilia, entonces, se apresura a reunir a los miembros del equipo (aunque confunde a Antonio, el compañero de piso de Jesús Lago Solís, con el propio Jesús). Todos aceptan, aunque sólo si no está Sergio, al que odian después de su traición. Sergio, mientras tanto, ha llevado una vida delictiva junto a su hermano, que acaba dando con él en el Juzgado, y luego en "Los Juncos",un centro para personas con discapacidad, (aunque no parece haber consecuencias legales para su problemático hermano mayor). Cecilia, por error, inscribe a Los Amigos en la modalidad de atletismo, y convence al equipo para aprender esta disciplina (diciéndoles que Julio se está muriendo, y que es su último deseo). Sergio se lleva una desagradable sorpresa al encontrar a Paquito, excompañero del equipo de Los Amigos, en su nuevo centro, y Paquito, por su parte, se ha pasado 2 años rumiando la traición de Sergio. Sergio conoce en el centro a Brian ("Brianeitor"), un joven en silla de ruedas, con el que al principio no consigue llevarse demasiado bien, con gran talento para los videojuegos, en especial uno de atletismo llamado "Real Runners".
Comenzando el entrenamiento de Los Amigos en atletismo, Cecilia tiene varios problemas (Marín pierde su jabalina, Juanma sufre un fuerte golpe en los testículos...). En un entrenamiento práctico en un parque, se encuentra con Carlota, una antigua compañera de la carrera de Entrenador, y revive su antiguo historial de "persona gafe". Luego, delante del equipo, se lamenta de la mala suerte que arrastra sobre sí misma y los que la rodean, siendo consolada por todo el equipo. Paquito revela que Sergio está en su centro, y Cecilia se apresura a convencer a éste (y a su orientadora del centro, Andy) de que vuelva a unirse a Los Amigos, cosa que Sergio acepta, siempre y cuando Brian (con quien entretanto había conseguido llevarse mucho mejor) también pueda unirse. Cecilia acepta, y en ese momento a Julio le da un ictus, cosa que Cecilia decide ocultar.
A pesar de las preocupaciones de Cecilia y Andy, Los Amigos perdonan fácilmente a Sergio por su traición de 2 años atrás (menos Paquito), y acogen también en el equipo a Brian. Todos van avanzando progresivamente en el aprendizaje de atletismo, y Brian, alentado por Sergio, se inscribe a sí mismo (y a los demás) en un torneo presencial de "Real Runners", aunque es derrotado por Su Po Ya, una chica asiática, que siempre ha sido su acérrima rival en el juego.
Un día en el parque, entrenando, Brian se tropieza por casualidad con Su Po Ya, y la felicita por descalificarle en el "Real Runners". La chica se alegra enormemente por conocer al gran "Brianeitor", y al no poder chocarle los cinco, se los choca a Cecilia.
Llega el gran día del torneo de atletismo, y por una serie de desdichas, Los Amigos se quedan sin poder participar, pero Brian recibe una llamada, anunciando que Su Po Ya y su equipo han sido confinados por haber dado positivo en COVID-19 (probablemente, por haberle chocado los cinco a Cecilia). Por tanto, el equipo de "Real Runners" de Brian (a los que puso el nombre de "Los Campeonex"), puede participar en el Torneo "Real Runners".
Inesperadamente, la hermana y el cuñado de Brian vuelven a buscarle, y a llevárselo a Londres. En un primer momento, parece todo perdido, pero la hermana recapacita, y decide no sacar a Brian de España hasta después del Torneo "Real Runners".
Cecilia se lleva una sorpresa al encontrarse a Carlota y a su equipo, las School Girls, en el estadio donde se celebra el torneo, y anima a su equipo a dar lo mejor que puedan, y sobre todo, a pasarlo bien. El Torneo avanza, y todo el mundo queda deslumbrado por las habilidades de los "Campeonex". Poco a poco, todos los integrantes de los demás equipos abandonan o son descalificados, en tanto que Andy busca a Sergio como una loca por toda la ciudad (ya que Sergio se quedó haciendo "aguas mayores" detrás de un seto), y al fin lo encuentra en una comisaría. Sergio llega justo a tiempo, y, levantando a Brian de su silla, corre la pista con él a cuestas, ganando el Torneo, y encontrando el legendario "Rayo Azul" (símbolo máximo de la deportividad en el "Real Runners"). Ya que han ganado, Paquito ahora sí perdona de corazón a Sergio, y le abraza, pero se enfada muchísimo cuando se entera de que la medalla de la victoria no es real, sino virtual.
En un restaurante, que parece ser en el que trabaja Benito, el equipo celebra la victoria. Cecilia le entrega a Sergio una bolsa que el antiguo jefe de Sergio de la fábrica de tintes para el pelo le dio a ella al principio de la película, y en  ella...están las medallas que Sergio robó. Entre risas, todos se las ponen, y le agradecen a Cecilia todo lo que ha hecho, a lo que ella replica que esos agradecimientos le corresponden a Julio, a quien se apresura a llamar al hospital. Entonces, una enfermera les da la trágica noticia de la muerte de Julio. Además, Brian convence a su hermana para que le deje quedarse en España, ya que tiene su vida allí, y en Londres no se le ha perdido nada.
En el funeral, Paquito sorprende a todos quitándose su medalla y colgándola en la urna que contiene los restos de Julio. En vez de con llantos, el equipo despide a Julio entre risas. Todos en corro, gritan el grito de guerra de Los Amigos, y (probablemente por el"gafe" de Cecilia), la urna del pobre Julio se les escurre de las manos.

## Reparto
Los actores que participaron en esta película son:
- Jesús Vidal como Marín
- Gloria Ramos como Collantes
- Elisa Hipólito como Cecilia
- Juan Margallo como Julio
- Claudia Fesser como Carlota
- Sergio Olmo como Sergio
- Jesús Lago Solís como Jesús
- José de Luna como Juanma
- Fran Fuentes como Paquito
- Alberto Nieto como Benito
- Roberto Chinchilla como Román
- Stefan López como Manuel
- Ángel Medina como Antonio
- Jelen García como Andy
- Brian Albacete "Brianeitor" como él mismo.
- Juan Pino Rodil
- Carolina Rubio como la hermana de Brianeitor
- Itziar Castro como madre de Jesús

## Producción
La fotografía principal comenzó a fines de agosto de 2022 y finalizó a fines de noviembre del mismo año en Madrid, España durante 9 semanas.

## Premios
Premios Goya
| Categoría              | Candidato(s)                                     | Resultado |
| ---------------------- | ------------------------------------------------ | --------- |
| Mejor actor revelación | Brian Albacete "Brianeitor"                      | Nominado  |
| Mejor sonido           | Tamara Arévalo, Fabiola Ordoyo, Yasmina Praderas | Nominados |

'Premios Forqué'
| Categoría                   | Resultado |
| --------------------------- | --------- |
| Cine y Educación en valores | Nominado  |
| Premio del Público          | Ganador   |